# Omformerstation Herslev
Omformerstation Herslev  er en transformatorstation, der ligger på Vestsjælland ved Høng mellem Slagelse og Kalundborg. Den er en af to stationer, hvor den anden -  Omformerstation Fraugde - er placeret på Fyn ved Odense.
Stationen omformer jævnstrøm til vekselstrøm og omvendt, omformningen af strømmen sker i en ventilhal.
Stationen er en del af den elektriske forbindelse over Storebælt, og var det første forbindelsesled mellem Øst- og Vestdanmark. Forbindelsen skal sikre at hvis der bliver strømafbrydelser på Sjælland, kan der hentes strøm fra Fyn og Jylland
Omformerstationen ligger i Herslev Bakke, som er en kunstig bakke, formet af overskudsjord. På bakken er der plantet træer og buske, som skal mindske anlæggets synlighed i landskabet. 
Anlægget blev åbnet af Dronning Margrethe den 7. september 2010.